# Mia Ikumi
Mia Ikumi (征海未亜, Ikumi Mia) (Osaka, 27 maart 1979 – 7 maart 2022) was een Japanse mangaka die bekend is geworden als illustrator van Tokyo Mew Mew, een mangaserie die ze samen met Reiko Yoshida maakte.

## Werken
- Tokyo Mew Mew
- Tokyo Mew Mew à la Mode
- Tokyo Black Cat Girl
- Super Doll Licca-chan
- Repure
- The Wish That Surpasses Every Request
- Koi Cupid
- Bunnies Dropping Stars (vertaald als  Rabbit Starfall door Tokyopop)
- The Sleeping Beauty of Strawberry Forest
- Girl's Fight
- Only One Wish (2009)

- Bibliothèque nationale de France: cb15013340v (data)
- International Standard Name Identifier: 0000 0000 3458 018X
- Library of Congress Control Number: n2004142906
- MusicBrainz: e940cb45-3595-4698-93c1-0be2dc643dda
- Bibliotheek van het Japanse parlement: 00737795
- Système universitaire de documentation: 157802345
- Virtual International Authority File: 288108
- WorldCat: E39PBJmTpvGCTxrf3jgBYYtdwC